# Nyikolaj Ivanovics Jezsov
Nyikolaj Ivanovics Jezsov (cirill írással Николай Иванович Ежов) (Szentpétervár, 1895. május 1. – 1940. február 4.(?)), a Szovjetunió belügyi népbiztosa 1936–1938 között, az 1930-as évek sztálini rendszere által végrehajtott politikai tisztogatások egyik emblematikus alakja.

## Életrajza

### Korai évei
Jezsov lengyel és litván felmenőkkel rendelkező szegény orosz családban született. Apja vidéki rendőrként tevékenykedett, majd egy sikkasztás miatt mezőőrré fokozták le. Hamarosan azonban leszerelt, s italméréssel kezdett foglalkozni. Szülei anyagi helyzete miatt csupán alapfokú iskolai képzésben részesülhetett, maximum három elemi osztályt végezhetett. Ennek ellenére viszonylag sokat olvasott. 1909–1915 között szabósegédként, illetve gyári munkásként dolgozott; 1915-től 1917-ig a cári hadsereg kötelékében harcolt. 1917-ben, már a cár bukása után, de még az októberi forradalom előtt csatlakozott a bolsevikokhoz. Az orosz polgárháború idején a Vörös Hadseregben teljesített szolgálatot, az azt követő békés években a pártapparátusban dolgozott alacsonyabb beosztásokban. 1929–1930 között a mezőgazdasági népbiztos helyettese volt, majd 1930 novemberében az SZKP különleges ügyekkel foglalkozó, a személyügyi, illetve ipari osztályainak élére nevezték ki. 1934-től jutott kulcsfontosságú adminisztratív posztokhoz, a Központi Bizottság tagja, majd a következő év februárjától a KB titkára és a Központi Ellenőrző Bizottság vezetője lett.

### Az NKVD élén
Jezsovot Sztálin hűséges híveként ismerték; a főtitkár ellenfeleivel való leszámolásához, a „nagy tisztogatáshoz” ideológiai alapul szolgált 1935-ös tanulmánya, mely szerint a politikai ellenzék jelenléte előbb-utóbb szükségszerűen erőszakhoz, terrorizmushoz vezet. Genrih Grigorjevics Jagoda 1936. szeptember 26-ai leváltása után őt nevezték ki az NKVD élére, 1937 októberében pedig (póttagként) a Politbürónak is tagja lett. Jezsov kétéves belügyi népbiztosi működése alatt (amely időszakot gyakran nevezték „jezsovscsinának” (Ежо́вщина), azaz „Jezsov-érának”) érték el a tisztogatások a tetőpontjukat, amikor a teljes katonai és politikai elit csaknem felét bebörtönözték, vagy agyonlőtték, több százezer más személlyel együtt, akiket hűtlenséggel, vagy „aknamunkával” vádoltak meg.

### Kegyvesztettként
Bár 1938. április 8-án a vízi szállítás népbiztosává is kinevezték, befolyása hamarosan csökkenni kezdett. 1938 nyarán az NKVD-ben Lavrentyij Berija lett Jezsov első helyettese és fokozatosan átvette tőle a népbiztosság irányítását. Miután 1938 novemberében Sztálin és Molotov súlyos kritikákkal illette az NKVD tevékenységét, illetve módszereit, Jezsov felmentését kérte a Belügyi Népbiztosság éléről, ahol Berija követte őt; egyéb posztjait azonban ekkor még megtarthatta.
1939 márciusában Jezsovot a Központi Bizottságban viselt minden egyéb tisztségétől is megfosztották, és kizárták a kommunista pártból. 1939. április 10-én letartóztatták, kémkedés és árulás vádjával bíróság elé állították, amely golyó általi halálra ítélte, és (valószínűleg 1940. február 4-én) ki is végezték. Noha áldozataihoz hasonlóan őt is részben koholt vádak alapján ítélték el, a törvénytelenségekben, politikai megtorlásokban játszott szerepe miatt Jezsovot a Sztálin halálát követő időkben sem rehabilitálták.